# 穆京
51°25′26″N 33°29′25″E / 51.42389°N 33.49028°E
穆廷（烏克蘭語：Мутин），亦译为穆京，是烏克蘭中部的村落，隸屬蘇梅州科諾托普區克羅列韋茨市鎮。該村處於謝伊姆河右岸，分別距離卡明3公里和切爾沃尼拉諾克3.5公里，距離科諾托普約38公里，距離蘇梅約135公里，海拔高度143米，2001年人口1,431。